# Ixora albersii
Ixora albersii é uma espécie de arbusto florido da família Rubiaceae. É endêmica das Montanhas de Usambara na Tanzânia.

## Fonte
- Lovett, J. & Clarke, G.P. 1998.  Ixora albersii.   2006 IUCN Red List of Threatened Species.   Acessado em 22 de agosto de 2007.